# Косши
Косши́ (каз. Қосшы) — місто обласного підпорядкування Акмолинської області Казахстану. Адміністративний центр Косшинської міської адміністрації.
Населення — 48630 осіб (2021; 4527 у 2009, 1742 у 1999, 2196 у 1989).
Національний склад станом на 1989 рік:
- казахи — 91,77 %;
- росіяни — 3,64 %;
- українці-0,68%.
- німці — 0,58 %.
- Інші-2,61%

До 2010 року місто іншою мовою називалось Кощі.